# 비선형 음향학
비선형 음향학(Nonlinear acoustics, NLA)은 충분히 큰 진폭의 음파를 다루는 음향학의 세부 분야이다. 음파의 압력 진폭이 크면 음파의 전파에 대한 지배방정식은 유체역학, 고체역학의 미분방정식이 되는데, 이러한 미분방정식은 일반적으로 비선형 미분방정식이므로 비선형 음향학에서는 선형 음향학에서 다루는 음향 물리량의 선형 근사가 불가하다. 비선형 음향 파동방정식은 일반적인 선형 파동방정식에 음파의 비선형성을 나타내는 항을 추가한 것으로, 비선형 파동방정식의 해는 매질과 음파의 비선형성에 의한 음파의 왜곡을 기술한다.

## 서론
음파는 매질 내부에 발생하는 국부적인 압력 변화의 전파로서, 일반적으로 유체 매질을 통하여 전파하는 역학적 파동이다. 유체에 작용하는 압력의 크기를 높이면 유체 내부의 온도가 높아지므로, 압축성 유체 내부의 열역학적 음속은 유체에 가해지는 압력에 의존한다. 결과적으로 음파는 유체에 가해지는 압력의 크기가 더 클수록 빠르게 전파하며, 이는 음파의 주파수 구조(frequency structure)에 영향을 비친다. 예를 들어, 처음에는 단일 주파수의 단순한 정현파에서 파동의 최고점이 최저점보다 빠르게 이동하고 펄스는 누적적으로 톱니파와 비슷해진다. 즉, 파동 자체가 왜곡된다. 그렇게 하면 푸리에 급수로 설명할 수 있는 다른 주파수 성분이 도입된다. 선형 음향 시스템은 구동 주파수에만 반응하기 때문에 이 현상은 비선형 시스템의 특징이다. 이는 항상 발생하지만 기하학적 확산 및 흡수 효과는 일반적으로 자체 왜곡을 극복하므로 선형 동작이 일반적으로 우세하고 비선형 음향 전파는 매우 큰 진폭과 소스 근처에서만 발생한다.
또한 서로 다른 진폭의 파동은 서로 다른 압력 구배를 생성하여 비선형 효과에 기여한다

## 수학적 모델

### 지배방정식
비선형 연속방정식(Nonlinear continuity equation):
{\displaystyle {\frac {\partial \rho }{\partial t}}+\nabla \cdot (\rho {\textbf {u}})=0}
비선형 운동량 방정식(Nonlinear Euler's equation):
{\displaystyle \rho \left({\frac {\partial {\textbf {u}}}{\partial t}}+{\textbf {u}}\cdot \nabla {\textbf {u}}\right)+\nabla p-(\lambda +2\mu )\nabla (\nabla \cdot {\textbf {u}})=0}.
밀도에 대한 테일러 급수 전개꼴(Taylor perturbation expansion):
{\displaystyle \rho =\sum _{0}^{\infty }\varepsilon ^{i}\rho _{i}},
여기서 ε는 작은 크기를 가지는 섭동 매개변수이다. 상태방정식은
{\displaystyle p=\varepsilon \rho _{1}c_{0}^{2}\left(1+\varepsilon {\frac {B}{2!A}}{\frac {\rho _{1}}{\rho _{0}}}+O(\varepsilon ^{2})\right)}
이고, 이 식의 두번째 항 미만을 0으로 근사하면 이는 점성 음향 파동방정식을 유도하기 위한 상태방정식이 되고, 근사하지 않으면 음파의 비선형성을 나타내는 파동방정식을 유도하기 위한 상태방정식이 된다.

### 웨스터벨트 방정식(Westervelt equation)
상태방정식의 두번째 항까지만 포함하는 일반적인 비선형 음향 파동방정식은 웨스터벨트 방정식(Westerbelt equation)이다.
{\displaystyle \,\nabla ^{2}p-{\frac {1}{c_{0}^{2}}}{\frac {\partial ^{2}p}{\partial t^{2}}}+{\frac {\delta }{c_{0}^{4}}}{\frac {\partial ^{3}p}{\partial t^{3}}}+{\frac {\beta }{\rho _{0}c_{0}^{4}}}{\frac {\partial ^{2}p^{2}}{\partial t^{2}}}=0}
여기서 {\displaystyle p}는 음압, {\displaystyle c_{0}}는 작은 크기의 음속이고 {\displaystyle \beta }는 비선형 계수(nonlinearity coefficient), {\displaystyle \rho _{0}}는 주변 밀도(ambient density)이다.  {\displaystyle \delta }는 음파의 확산성(sound diffusivity)이며, 다음과 같이 정의된다.
{\displaystyle \,\delta ={\frac {1}{\rho _{0}}}\left({\frac {4}{3}}\mu +\mu _{B}\right)+{\frac {k}{\rho _{0}}}\left({\frac {1}{c_{v}}}-{\frac {1}{c_{p}}}\right)}
여기서 {\displaystyle \mu }는 점단 점성 계수(shear viscosity coefficient), {\displaystyle \mu _{B}}는 체적 점성 계수(bulk viscosity coefficient), {\displaystyle k}는 열전도율(thermal conductivity)이고 {\displaystyle c_{v}}, {\displaystyle c_{p}}는 각각 정적비열과 정압비열이다.

### 버거스 방정식(Burgers' equation)
웨스터벨트 방정식은 음파의 단일 차원 전파와 시간 독립변수 변환을 가정하여 단일 차원에서의 파동방정식으로 변형될 수 있다.
{\displaystyle {\frac {\partial p}{\partial z}}-{\frac {\beta }{\rho _{0}c_{0}^{3}}}p{\frac {\partial p}{\partial \tau }}-{\frac {\delta }{2c_{0}^{3}}}{\frac {\partial ^{2}p}{\partial \tau ^{2}}}=0}
여기서 {\displaystyle \tau =t-z/c_{0}}는 지연 시간이다. 다음 식은 압력장 내에서의 점성 버거스 방정식(viscous Burgers' equation)이며,
{\displaystyle {\frac {\partial y}{\partial t'}}+y{\frac {\partial y}{\partial x}}=d{\frac {\partial ^{2}y}{\partial x^{2}}}}
여기서 {\displaystyle t'}는 수학적 시간 변수(time variable)
{\displaystyle t'={\frac {z}{c_{0}}}}
이고 {\displaystyle x}는 수학적 공간 변수(space variable)
{\displaystyle x=-{\frac {\rho _{0}c_{0}^{2}}{\beta }}\tau }
이며, {\displaystyle d}는 소극적 확산 계수(negative diffusion coefficient)
{\displaystyle d=-{\frac {\rho _{0}c_{0}}{2\beta ^{2}}}\delta }.
이다. 버거스 방정식은 확산하는 음파의 전파에 대한 비선형성과 압력 소산의 결합 작용을 기술하는 가장 간단한 형태의 비선형 파동방정식이다.

### KZK equation
An augmentation to the Burgers equation that accounts for the combined effects of nonlinearity, diffraction, and absorption in directional sound beams is described by the Khokhlov–Zabolotskaya–Kuznetsov (KZK) equation, named after Rem Khokhlov, Evgenia Zabolotskaya, and V. P. Kuznetsov. Solutions to this equation are generally used to model nonlinear acoustics.
If the {\displaystyle z} axis is in the direction of the sound beam path and the {\displaystyle (x,y)} plane is perpendicular to that, the KZK equation can be written
{\displaystyle \,{\frac {\partial ^{2}p}{\partial z\partial \tau }}={\frac {c_{0}}{2}}\nabla _{\perp }^{2}p+{\frac {\delta }{2c_{0}^{3}}}{\frac {\partial ^{3}p}{\partial \tau ^{3}}}+{\frac {\beta }{2\rho _{0}c_{0}^{3}}}{\frac {\partial ^{2}p^{2}}{\partial \tau ^{2}}}}
The equation can be solved for a particular system using a finite difference scheme. Such solutions show how the sound beam distorts as it passes through a nonlinear medium.

## 같이 보기
- 공동현상

1. ↑  Anna Rozanova-Pierrat. “Mathematical analysis of Khokhlov-Zabolotskaya-Kuznetsov (KZK) equation” (PDF). 《HAL (open archive)》 (Laboratoire Jacques-Louis Lions, Université Pierre et Marie Curie). 2008년 11월 10일에 확인함.
2. ↑  V. F. Humphrey. “Nonlinear Propagation for Medical Imaging” (PDF). 《World Congress on Ultrasonics 2003》 (Department of Physics, University of Bath, Bath, UK). 2020년 9월 11일에 확인함.